# قشلاق (شکی)
قشلاق (به لاتین: Kyshlak) یک منطقه مسکونی در جمهوری آذربایجان است که در شهرستان شکی واقع شده است.